# Electroforesi nativa
L'electroforesi nativa és una sèrie de tècniques electroforètiques utilitzada per a la separació individual de proteïnes, complexos proteics i supercomplexos. Interaccionis proteïna-proteïna làbils i estables poden ser detectades depenent de les condicions experimentals utilitzades (detergents i Dissolució amortidora).
L'electroforesi nativa és aplicable per a la detecció en el mateix gel de proteïnes amb marcadors fluorescents i per assajos d'activitat enzimàtica en el mateix gel (zimograma). També és utilitzada per determinar masses moleculars de proteïnes en estat natiu i d'estat oligomèric de les proteïnes de membrana. Els extractes de proteïnes de les electroforesis poden ser utilitzades per a la producció d'anticossos, per a treballs de proteòmica i per a recerques estructurals.
La separació de les subunitats components d'un complex proteic en una segona dimensió desnaturant (SDS-PAGE) és molt utilitzada per a estudis proteòmics o immunològics.

## Tipus d'electroforesi nativa
Aquests tipus de mètodes són de microescala (de laboratori) especialment utilitzats per a un vast nombre de recerques bioquímiques, biològiques i clíniques.

### Electroforesi nativa simple
En anglès anomenada Clear Native PAGE (CN-PAGE). Aquesta tècnica permet separar proteïnes solubles i de membrana en gels d'acrilamida en gradient, és de menor resolució que BN-PAGE. No obstant això, aquesta metodologia és possiblement les més utilitzada, tot i no ser la millor, per determinar les interaccions entre les proteïnes. És popular per la seva simplicitat i cost, però cal destacar que en aquest tipus d'electroforesi la càrrega de la proteïna influirà en la seva migració, per tant, no es pot determinar de forma precisa la massa molecular.

### Electroforesi "Blue Native" (BN)
BN-PAGE és una tècnica que utilitza Blau de Coomassie en comptes de detergent SDS (que desnaturalitzarà les proteïnes) en el buffer catòdic, això és necessari per atorgar una càrrega negativa a la proteïna o el complex en estudi. Els principals inconvenients d'aquesta metodologia és que es trencaran les interaccionis proteïna-proteïna si no són fortes dissociant els complexos proteics existents. No obstant això, alguns complexos es mantindran estables i migraran exclusivament sobre la base del seu pes molecular.

### Isoelectroenfocaments en gel
Els isoelectroenfocaments en gels de poliacrilamida permeten separar les proteïnes sobre la base del seu punt isoelèctric (pI). Aquest tipus de tècniques no desnatura les proteïnes en estudi, per tant, pot ser acoblada a zimogrames per a la visualització d'activitat enzimàtica.